# Метеорология и гидрография в Швеции
Начало метеорологическим наблюдениям положено в Швеции ещё в начале XVIII века, когда Андерс Цельсий и Карл Линней разработали термометр. Из более ранних метеорологов известны Иэрн, Сведенборг, Тисселиус и Вассениус.
С 1848 года Аксель Эрдман организовал правильные метеорологические и гидрографические наблюдения при 20 маяках. С того времени Швеция обзавелась целой сетью метеорологических станций, давших материал работам Э. Эдлунда, Р. Рубенсона, Г. Сванберга, А. Торелля, Г. Гильдебрандсона и К. Лильегёка.
В 1900 году в Швеции было 437 метеорологических станций, из них одна — 1-го класса, 63 — 2-го, 382 — 3-го и 91 — 4-го класса. Гидрографические исследования окружающих Швецию морей проводились с 1868 года Ф. Экманом, А. Викьяндером, О. Петерсоном и Г. Эмманом. Крупные вклады в метеорологию и в гидрографию дали арктические экспедиции, особенно зимовка Норденшёльда на Шпицбергене. Рубенсон составил каталог всех произведенных в Швеции наблюдений над северным сиянием, что дало возможность Аррениусу и Экгольму открыть и исследовать два замечательных периода значительной амплитуды северного сияния (северного и южного), атмосферного электричества и гроз.
В начале XX века в Швеции существовали следующие периодические издания по метеорологии: официальные издания «Bulletin mensuel de l’observatoire météorologique de l’université d’Upsal», «Meteorologiska iakttagelser i Sverige» (издание Шведской академии наук), «Bulletin météorologique du Nord» (издавался сообща метеорологическими учреждениями Швеции, Норвегии и Дании) и полуофициальное издание «Månadsöfversikt af väderleken i Sverige» (для сельских хозяев).